# 八郎湖サービスエリア
八郎湖サービスエリア（はちろうこサービスエリア）は、秋田県山本郡三種町にある秋田自動車道のサービスエリアである。サービスエリアだが、トイレと駐車場のみの施設となっている。

## 道路
- E7 秋田自動車道

## 施設

### 上り線（北上方面）
- 駐車場
  - 小型 14台
  - 大型 7台
  - 障害者用 1区画
- トイレ
  - 男性 大2（和式1・洋式1）・小5
  - 女性 5（和式0・洋式5）
    - 同伴の男児用 1

  - 車椅子用 1
- 自動販売機（飲料）：1機
- ピンクの建物である。

### 下り線（能代方面）
- 駐車場
  - 小型 14台
  - 大型 7台
  - 障害者用 1区画
- トイレ
  - 男性 大2（和式1・洋式1）・小5
  - 女性 5（和式0・洋式5）
    - 同伴の男児用 1

  - 車椅子用 1
- 自動販売機（飲料）：1機

## 隣
E7 秋田自動車道
(10)五城目八郎潟IC - 八郎湖SA - (11)琴丘森岳IC